# Никитин, Василий Васильевич (минералог)
Васи́лий Васи́льевич Ники́тин (5 [17] марта 1867, Санкт-Петербург — 8 февраля 1942, Любляна) — русский и югославский учёный-минералог, кристаллограф и горный инженер, профессор, статский советник, директор Санкт-Петербургского горного института (1917—1918).

## Биография
Родился 5 (17) марта 1867 года в Санкт-Петербурге в семье священника.
После окончания гимназии в 1886 году поступил в Петербургский университет на физико-математический факультет. После окончания университета, в 1890 году поступил в Санкт-Петербургский горный институт, который окончил в 1895 году.
В 1895—1901 годах проводил геологические изыскания на Урале в Богословском горном округе под руководством Е. С. Фёдорова. С 1 января 1900 года начал работать ассистентом на кафедре «Минералогии и кристаллографии» Горного института.
В 1901 году защитил диссертацию на степень адъюнкта и с ноября 1901 года был определён экстраординарным профессором. В 1905 году был назначен инспектором Горного института и оставался им до 1909 года. С 1906 по 1922 года В. В. Никитин — ординарный профессор кафедры «Минералогии и кристаллографии» Горного института.
В марте 1917 года был единогласно избран на должность директора Горного института. С февраля 1918 года освобожден от обязанностей директора по собственному желанию.
В 1922 году уволился из Горного института.
В 1923 году получил разрешение выехать в Польшу. В 1925 году участвовал в международной геологической экспедиции экспедиции в Турции.
Получил приглашение на работу в Университет в Любляне.
С 1925 года был профессором технического факультета Люблянского университета, затем ему было присуждено звание академика.
Скончался 8 февраля 1942 года в Любляне, Королевство Югославия. Первый некролог появился 8 марта 1942 года в белоэмигрантской газете «Новое Слово» в Берлине.

## Семья
- Жена — Вера Дмитриевна, имела имение у станции Борковичи Дисненского уезда Виленской губернии[8].

## Научная и общественная деятельность
В. В. Никитин — ближайший ученик и последователь великого ученого-кристаллографа Е. С. Фёдорова. Главнейшие научные труды посвящены дальнейшему совершенствованию и развитию идей и методов, созданных его учителем. Творчески переработал федоровский универсальный метод оптического исследования минералов, разработал новые методики, диаграммы и приборы, сохранившие свое значение до настоящего времени.
Помимо научной и преподавательской работы активно занимался общественными делами: в 1914 году был избран председателем дисциплинарного профессорского суда, в 1918 году — членом хозяйственного комитета Горного института.
Все знавшие[уточнить] В. В. Никитина неизменно отмечали его высокую порядочность, честность и принципиальность во всех сторонах его деятельности.

## Признание, награды
- Орден Св. Анны II степени (1915)
- Почётный член Русского Императорского минералогического общества (1916).

## Основные работы
- «Beitrag zur Universalmethode. Zur Bestimmung der Doppelbrechung» («Zeitschr. f. Krystallographie», 1900, т. XXXIII);
- «Минералы Богословского округа», в сборнике, изданном совместно с проф. Е. С. Фёдоровым, в 1901 г.;
- «Универсальный метод Фёдорова» (два вып., 1911—1912).
- Никитин Василий Васильевич Минералогия / Горн. ин-т имп. Екатерины II. — Санкт-Петербург: Издат. комис. студентов Спб. горн. ин-та, 1907—1912. — 27.[Элементы]. — 1907—1908. — 79 с.
- Никитин Василий Васильевич Конспект минералогии / Сост. проф. В. В. Никитиным. [Ч. 1]; Горн. ин-т имп. Екатерины II. — Петроград: Изд. студентов Горного ин-та, 1915—1916. — 28.Окислы. — 1916. — 75 с.